# Anaxyrus houstonensis
Anaxyrus houstonensis és una espècie d'amfibi bufònid que viu a Texas.